# Саломатина, Евдокия Ефимовна
Евдокия Ефимовна Саломатина (в девичестве — Мокшина; 7 мая 1928 — 1978) — передовик советского сельского хозяйства, звеньевая колхоза «Красный Октябрь» Лево-Россошанский район Воронежской области, Герой Социалистического Труда (1948).

## Биография
Родилась в 1928 году в селе Данково, ныне Каширского района Воронежской области в крестьянской русской семье.
Получив начальное образование, в 1938 году начала трудовую деятельность в местном колхозе «Красный Октябрь». Позже ей доверили возглавить полеводческое звено. В 1947 году её звено получило высокий урожай ржи 31,41 центнер с гектара на площади 9 гектаров.
Указом Президиума Верховного Совета СССР от 18 января 1948 года за получение высоких результатов в сельском хозяйстве и рекордные показатели в уборке урожая Евдокии Ефимовне Мокшиной (Саломатиной) было присвоено звание Героя Социалистического Труда с вручением ордена Ленина и медали «Серп и Молот».
В 1951 году переехала на постоянное место жительство город Сталино, ныне Донецк. Трудилась на различных работах в лёгкой промышленности.
Избиралась депутатом Кировского районного Совета депутатов города Донецка.
Умерла в 1978 году.

## Награды
За трудовые успехи была удостоена:
- золотая звезда «Серп и Молот» (18.01.1948)
- орден Ленина (18.01.1948)
- другие медали.